# Trockenbeerenauslese

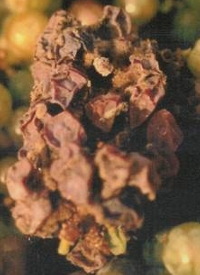
Racimo de uva afectada por la podredumbre noble producida por el hongo Botrytis cinerea.

Trockenbeerenauslese (en alemán «selección de frutos secos») es una denominación de vino de postre de cuerpo medio a completo.
Tiene el mayor contenido de azúcar dentro de la clasificación Prädikatswein -es decir, de máxima calidad- de vinos en Austria y Alemania. A menudo llamados «TBA» para abreviar, se elaboran a partir de uvas seleccionadas afectadas por la llamada «podredumbre noble» a causa del hongo Botrytis cinerea. Esto significa que las uvas han sido recolectadas en forma individual y están marchitas a veces hasta el punto de parecer una pasa. Son frutos muy dulces, de sabor intenso, con notas de caramelo y miel, carozo, y el aroma característico de la podredumbre noble. Los mejores vinos se elaboran con la uva Riesling, que tiene la particularidad de conservar la acidez incluso en la madurez extrema. También se utilizan otras variedades de uva, tales como Scheurebe , Ortega , Welschriesling , Chardonnay, y Gewürztraminer, más propensas a la podrdumbre ya que maduran antes.
Estos vinos son raros y costosos debido al método de producción que utiliza mano de obra intensiva, y a la necesidad de contar con condiciones climáticas muy específicas, que no ocurren todos los años. Algunos de los mejores vinos de este tipo se venden casi exclusivamente en subastas.
Generalmente son de color dorado a dorado intenso, a veces hasta caramelo oscuro. El cuerpo es viscoso, muy espeso y concentrado, y puede envejecer indefinidamente gracias a los poderes conservantes del alto contenido de azúcar. Los mejores vinos de esta clase no llegan a ser empalagosos a pesar del alto nivel de azúcar, a causa de la acidez. 
El vino se produce también en Austria desde la década de 1960. La mayoría provienen del Lago Neusiedl, en Burgenland. Al este del lago, el pueblo de Illmitz es conocido por su producción del llamado «oro líquido». En la ribera occidental, en Rust y Sankt Margarethen pueden encontrarse cepas excepcionalmente buenas. La zona es conocida por sus lagos poco profundos que pueden perder buena parte de su volumen de agua por evaporación. La niebla resultante genera un clima húmedo muy propicio para el desarrollo de la podredumbe noble. 
El buqué de estos vinos es similar, pero mucho más concentrado, que la Sélection de Grains Nobles de Alsacia. 
En comparación con Sauternes, son considerablemente más dulces, tienen un grado alcohólico inferior y no suelen guardarse en roble .
Al igual que la mayoría de vinos de postre de alta calidad, el Trockenbeerenauslese se vende habitualmente en botellas de 375 ml.

## Especificaciones
Los requisitos mínimos de peso de mosto para el Trockenbeerenauslese son los siguientes:
- Para el vino alemán, de 150 a 154 grados en la escala de Oechsle ,dependiendo de la región (zona vitícola) y la variedad de uva .
- En el caso austriaco, 30 grados KMW, correspondiente a 154 grados Oechsle.